# Теракт в Мекке 20 ноября 1979 года
Террористический акт в Мекке (араб. حادثة الحرم المكي‎, хадисат-уль-Харам аль-Макки) — захват заложников в Мечети Аль-Харам, крупнейшей в городе Мекка и в мире, 20 ноября 1979 года. По исламскому календарю это 1 Мухаррам 1400 года, первый день юбилейного года от хиджры. В результате беспрецедентного теракта погибли 255 человек с обеих сторон.
Во время захвата, продлившегося до 4 декабря, ихваны объявили, что явился махди в лице Мухаммеда аль-Кахтани; боевики призывали всех мусульман мира подчиниться ему. Захват важнейшей святыни ислама шокировал мусульманский мир. После нападения король Халид ибн Абдулазиз ввел более строгое соблюдение шариата по всей Саудовской Аравии, а также предоставил улемам и религиозным консерваторам больше власти.

## События

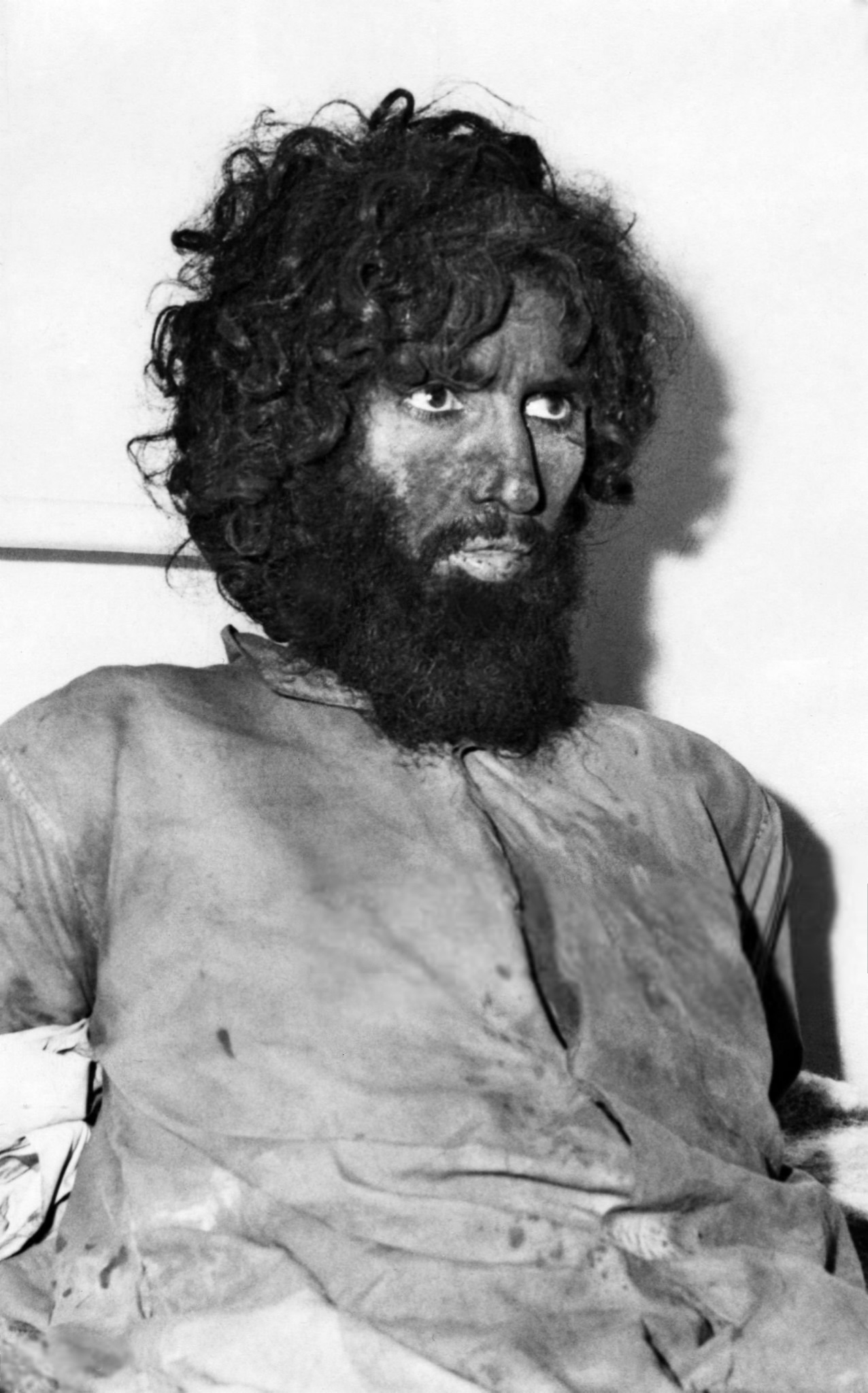
Джухайман аль-Утейби

Ранним утром 20 ноября 1979 года имам мечети шейх Мохаммед аль-Субайил готовился вести службы, на которые прибыли около пятидесяти тысяч верующих. Паломники собрались на первую молитву исламского Нового Года. Неожиданно для них террористы из группировки исламских фундаменталистов выхватили из-под одежды оружие, закрыли кованые ворота и застрелили двух попытавшихся оказать им сопротивление полицейских, вооружённых только деревянными дубинками. Террористов было по меньшей мере 500, среди них были несколько женщин и детей.
Вскоре вся территория огромного комплекса мечети оказалась под полным контролем неизвестных вооруженных лиц. Они заблокировали все входы внутрь здания и установили на высоких минаретах огневые точки. У стен Каабы, на том самом месте, откуда имам произносит свои молитвы, появился человек, который объявил, что настало время для исполнения древнего пророчества, во имя которого эти люди решились на пролитие крови в пределах Запретной Мечети. Согласно нормам ислама насилие на святой земле было строго запрещено, нельзя было даже выдергивать сорняки из почвы.
Идейным вдохновителем и организатором захвата был Джухайман аль-Утайби, бывший военнослужащий национальной гвардии Саудовской Аравии. Первым по значимости был соратник Мухаммед аль-Кахтани, бывший духовным и религиозным символом восстания. Повстанцы верили, что в его лице на Землю пришёл упомянутый в древнем пророчестве Махди — обновитель ислама в преддверии Страшного суда. Вокруг себя они видели нетерпимые примеры разложения общества: проникновение в него западных культурных и материальных ценностей, изображение на портретах лиц правящего семейства, женщин-дикторов на телевидении, само телевидение, паспорта, вольности в нравах и поведении. Они выступали против «преступной» связи Саудитов с западными странами, продажи нефти Америке, склонности королевского семейства к роскоши и потреблению. Захватив мечеть, повстанцы хотели объявить о божественной миссии Махди и принести ему клятву верности у стен священной Каабы.
В то время Большая мечеть ремонтировалась силами саудовской компании «Saudi Binladin Group», что являлось самым престижным контрактом на строительство во всём исламском мире. Сотрудник организации смог сообщить о захвате в штаб-квартиру компании до того, как повстанцы перерезали телефонные провода. Представитель компании «Saudi Binladin Group», таким образом, сумел первым предупредить короля Саудовской Аравии Халида.
Немедленно вся телефонная и телеграфная связь Саудовской Аравии с внешним миром была прервана. Известие о захвате мечети ни при каких обстоятельствах не должно было покинуть королевство. Властям требовалось выиграть время, чтобы осознать масштабы происходящего. На следующее утро весь мир знал о событиях в Мекке. Первоначальные подозрения пали на иранских шиитов, которые со своими призывами к экспорту исламской революции как нельзя лучше подходили на эту роль. Шиитская версия стала рассматриваться как основная и в Вашингтоне, который имел свои особые причины подозревать Иран после недавнего захвата американского посольства в Тегеране. Неизвестно кем пущенный слух о том, что к захвату Мечети причастен американский десант, вызвал бурю возмущения в мусульманских странах. Американское посольство в Исламабаде было атаковано и подожжено, несколько человек погибло в пожаре. В Калькутте протестующие забросали камнями американское консульство и сожгли дипломатические лимузины.
Террористы выпустили большую часть заложников и закрылись ещё с порядка 6 тысячами в святилище. Они заняли оборонительные позиции на верхних этажах мечети, и снайперские позиции в её минаретах.
Вскоре после захвата около сотни сотрудников службы безопасности Министерства внутренних дел попытались атаковать мечеть, но были встречены шквальным огнём, многие из них были ранены или убиты. Оставшиеся в живых быстро присоединились к подразделениям армии Саудовской Аравии и Национальной гвардии.
К вечеру руководство Мекки приняло решение эвакуировать всех проживающих в непосредственной близости. Министр обороны страны принц Султан лично приехал в город, чтобы возглавить антитеррористическую операцию. Султан возложил на своего племянника Турки бен Фейсала аль-Сауда, главу саудовской разведки, командование передовыми силами войск. Сложность в решении о проведении операции военным доставило то, что ислам запрещает любое насилие в Большой мечети, а в стране, где религия играла господствующую роль, без религиозной санкции идти на такой шаг было чревато самыми неприятными последствиями. Глава постоянного комитета по фетвам Абдуль-Азиз ибн Баз вынес фетву, которая позволила применить силу для освобождения заложников.
На третий день противостояния на штурм мечети были брошены бронетранспортеры и тяжёлое вооружение. Понеся большие потери, правительственные войска смогли оттеснить повстанцев в лабиринт подземных сооружений под внутренней площадью мечети. После недели ожесточённых боёв стало понятно, что без посторонней помощи властям не справиться с кризисом. Было принято решение обратиться к французским спецслужбам. Помощь Франции была наиболее подходящим и нейтральным вариантом в той ситуации. Париж с готовностью откликнулся на просьбу и трое французских специалистов немедленно вылетели в королевство для консультации и подготовки саудовских подразделений. С собой они везли 300 кг отравляющего газа — количество, достаточное для того, чтобы умертвить половину города, а также бронежилеты, которых у саудовских солдат не было. Французы ни в коем случае не должны были принимать участие в боевых действиях, их роль сводилась только к планированию и консультации, так как доступ в Мекку для иноверцев был закрыт. Даже такое ограниченное участие породило в дальнейшем массу самых невероятных слухов. Впоследствии будут говорить, что целый отряд французского спецназа, принявший ислам, штурмовал подземелья мечети в стиле голливудского боевика.
Саудовские войска начали фронтальное наступление через трое главных ворот. Атака была отбита террористами, более того, военные не смогли даже прорвать их оборону. Эффективно действовали снайперы террористов. Системы оповещения, которыми муэдзины зазывали народ на молитвы и службы, были применены террористами для трансляции сообщений повстанцев по всем улицам Мекки. В командовании операцией возникла неразбериха: несколько старших князей, глав вооружённых сил и военных никак не могли договориться. Развёрнутые в Саудовской Аравии пехотные и бронетанковые подразделения также были задействованы в операции, а французский спецназ был доставлен в Мекку по прямой просьбе правительства Саудовской Аравии. В середине дня, группа войск была высажена с вертолётов прямо во двор в центре мечети. Главой операции по приказу короля Халида вместо принца Султана стал Турки.
Повстанцы продолжали транслировать свои требования по громкоговорителям: прекращение экспорта нефти в Соединённые Штаты Америки и высылка всех иностранных гражданских и военных специалистов с Аравийского полуострова.
4 декабря 1979 года был проведён окончательный штурм. Объединённые силы использовали танки как тараны ворот мечети и пакистанских спецназовцев, распылявших слезоточивый газ с целью подавления сопротивления, которыми командовал Тарик Мехмуд. Спецназовцам приходилось действовать осторожно, чтобы не повредить древнее строение. Им удалось ликвидировать большое число повстанцев, и заставить сдаться оставшихся в живых.
Загнанные в подземелья, повстанцы уже не могли рассчитывать на помощь и поддержку. Обещанная им победа так и не наступила. Махди, судя по всему, был мёртв. А это означало, что их миссия была ошибочной с самого начала. Они уже понимали, чем всё это закончится, и готовились к последнему бою. На поверхности также шли приготовления к решающему штурму. Во дворе мечети были просверлены небольшие отверстия, через которые планировалось применить ядовитый газ. Канистры с отравой были сброшены в подземелья и подорваны. Немедленно штурмовые отряды со всех сторон перешли в атаку. На этот раз они уже не встретили упорного сопротивления. Уцелевшие террористы были захвачены в плен и среди них — сам Джухайман аль-Утайби. Семьи погибших получили щедрую компенсацию, мечеть тут же принялись восстанавливать.
Бой длился более двух недель. Большую роль сыграл французский спецназ GIGN под командованием капитана Поля Барриля. По официальным данным, погибли 255 паломников, военных и террористов, 560 человек было ранено. По мнению многих, потерь было намного больше. 68 террористов, захваченных живыми, были впоследствии казнены, в том числе и «правая рука» Кахтани — Джухайман аль-Утейби.
Неспособность в течение двух недель вернуть под свой контроль главную святыню мусульманского мира существенно подорвала авторитет правящего семейства. После недолгого расследования Джухейман и десятки его сообщников были публично обезглавлены на площадях главных городов Саудовской Аравии. Это была самая массовая казнь за все 50 лет существования королевства.